# Caméra Café 2
Cet article possède un paronyme, voir Caméra Café.
 (mai 2025).
Si vous disposez d'ouvrages ou d'articles de référence ou si vous connaissez des sites web de qualité traitant du thème abordé ici, merci de compléter l'article en donnant les références utiles à sa vérifiabilité et en les liant à la section « Notes et références ».
Caméra Café 2 : La Boîte du dessus est une série télévisée française en 300 épisodes de 3 minutes, créée par Bruno Solo, Yvan Le Bolloc'h et Alain Kappauf, produite par CALT et 121 Productions, dont 120 épisodes ont été diffusés du 18 janvier au 12 février 2010 sur M6, puis sur Série Club.
Série dérivée de Caméra Café, elle prend place dans l'entreprise concurrente Digix, située un étage au-dessus, et se focalise sur de nouveaux personnages.
Devant l'échec cinglant en termes d'audience et face à l'extrême mécontentement des téléspectateurs, la diffusion est interrompue le 14 février 2010. La série est remplacée par Un gars, une fille dont M6 a racheté les droits de diffusion à France 2.

## Synopsis
L'héroïne de cette série et sa principale originalité est la machine à café, située dans l'espace détente, qui devient notre seul point de vue durant chaque épisode. Devant celle-ci défilent les employés de l'entreprise, tous aussi caricaturaux les uns que les autres et à l'humour grotesque voire cynique par moments. Cette place de choix nous permet de vivre de l'intérieur l'ambiance au quotidien du siège social d'une grande entreprise à la française (cf. la présence d'un chauffeur pour le président, d'un D.R.H. et d'un psychologue à plein temps), avec ses discussions professionnelles ou privées qui virent souvent à la caricature. Des figurants passent de temps en temps dans le fond du couloir et servent parfois de spectateurs dans certains sketchs à des moments stratégiques.

## Distribution

### Personnages principaux
- Yannick Choirat : Rémy Bourgoin
- Arnaud Ducret : Franck Gaillard

### Personnages secondaires
- Ophélia Kolb : Anne-Sophie Le Traorec
- Marie Montoya : Astrid Von Kluft
- Laurent Gérard : Bastien Chagnac
- Geneviève Gil : Josy
- Sophie Le Tellier : Karine Plessis-Duval
- Philippe Vieux : Loïc Müller
- Gaëlle Hausermann : Martine
- François Bureloup : Maxime Courteau
- Guillaume Bouchède : Nounours
- Charline Paul : Philippine
- Yamin Dib : Rafik Boudaouane
- Jean-Louis Barcelona : Pierre « Régis » Grataloup
- Rachel Darmon : Sarah Dumont
- Tom Novembre : Stanislas "Stan" Priziwielski
- Agnès Ramy : Stéphanie Garcia
- Chick Ortega : Barnabé
- Noémie Rosenblatt : Emma

### Invités
La série a également accueilli de nombreux invités, plus ou moins récurrents. Les plus célèbres étant les membres de la première version de Caméra Café, Bruno Solo, Yvan Le Bolloc'h, Jeanne Savary, Gérard Chaillou, Armelle, Karim Adda, Pascale Louange et Philippe Cura.

## Épisodes
1. La nouvelle machine - diffusé le 18 janvier 2010
2. Le petit mot - diffusé le 18 janvier 2010
3. Carte de visite - diffusé le 18 janvier 2010
4. En un clin d'œil - diffusé le 18 janvier 2010
5. Jalousie - diffusé le 18 janvier 2010
6. Le leader - diffusé le 18 janvier 2010
7. Porno star - diffusé le 19 janvier 2010
8. Itinéraire bis - diffusé le 19 janvier 2010
9. Les chiffres - diffusé le 19 janvier 2010
10. Moman - diffusé le 19 janvier 2010
11. Très peu roulé - diffusé le 19 janvier 2010
12. Babel - diffusé le 19 janvier 2010
13. Balai de chiotte - diffusé le 20 janvier 2010
14. Le tournoi - diffusé le 20 janvier 2010
15. Motivé ! - diffusé le 20 janvier 2010
16. Le slam - diffusé le 20 janvier 2010
17. Le retour du pote - diffusé le 20 janvier 2010
18. Amour pro - diffusé le 20 janvier 2010
19. Leçon de staile - diffusé le 21 janvier 2010
20. Tous des obsédés - diffusé le 21 janvier 2010
21. La grande scène du deux - diffusé le 21 janvier 2010
22. Vol 666 - diffusé le 21 janvier 2010
23. Timide - diffusé le 21 janvier 2010
24. Tout va bien - diffusé le 21 janvier 2010
25. Choqueur - diffusé le 22 janvier 2010
26. Frou Frou - diffusé le 22 janvier 2010
27. Copié collé - diffusé le 22 janvier 2010
28. Homme à louer - diffusé le 22 janvier 2010
29. Scènes de chasse en basse veule - diffusé le 22 janvier 2010
30. Le Grenelle - diffusé le 22 janvier 2010
31. Cyber attaque - diffusé le 25 janvier 2010
32. - diffusé le 25 janvier 2010
33. - diffusé le 25 janvier 2010
34. - diffusé le 25 janvier 2010
35. - diffusé le 25 janvier 2010
36. - diffusé le 25 janvier 2010
37. - diffusé le 26 janvier 2010
38. - diffusé le 26 janvier 2010
39. - diffusé le 26 janvier 2010
40. - diffusé le 26 janvier 2010
41. - diffusé le 26 janvier 2010
42. - diffusé le 26 janvier 2010
43. - diffusé le 27 janvier 2010
44. - diffusé le 27 janvier 2010
45. - diffusé le 27 janvier 2010
46. - diffusé le 27 janvier 2010
47. - diffusé le 27 janvier 2010
48. - diffusé le 27 janvier 2010
49. - diffusé le 28 janvier 2010
50. - diffusé le 28 janvier 2010
51. - diffusé le 28 janvier 2010
52. - diffusé le 28 janvier 2010
53. - diffusé le 28 janvier 2010
54. - diffusé le 28 janvier 2010
55. - diffusé le 29 janvier 2010
56. - diffusé le 29 janvier 2010
57. - diffusé le 29 janvier 2010
58. - diffusé le 29 janvier 2010
59. - diffusé le 29 janvier 2010
60. - diffusé le 29 janvier 2010
61. - diffusé le 1er février 2010
62. - diffusé le 1er février 2010
63. - diffusé le 1er février 2010
64. - diffusé le 1er février 2010
65. - diffusé le 1er février 2010
66. - diffusé le 1er février 2010
67. Tête à tête  - diffusé le 2 février 2010
68. Du bruit dans les tuyaux  - diffusé le 2 février 2010
69. Irina  - diffusé le 2 février 2010
70. Mauvaise conscience  - diffusé le 2 février 2010
71. Le p'tit nom  - diffusé le 2 février 2010
72. Écologie compensatoire  - diffusé le 2 février 2010
73. C'est dans la boite  - diffusé le 3 février 2010
74. Le con de l'année  - diffusé le 3 février 2010
75. Le compte est bon  - diffusé le 3 février 2010
76. Tu, toi, moi  - diffusé le 3 février 2010
77. Jeune fille en fleur  - diffusé le 3 février 2010
78. Le fusible  - diffusé le 3 février 2010
79. Hit parade  - diffusé le 4 février 2010
80. Les choses en face  - diffusé le 4 février 2010
81. Plein les yeux  - diffusé le 4 février 2010
82. Aie confiance  - diffusé le 4 février 2010
83. Les excuses  - diffusé le 4 février 2010
84. Note de service  - diffusé le 4 février 2010
85. Pique-nique  - diffusé le 5 février 2010
86. Le grand bluff  - diffusé le 5 février 2010
87. Souffre-douleur  - diffusé le 5 février 2010
88. Rewritable  - diffusé le 5 février 2010
89. Smartberry  - diffusé le 5 février 2010
90. Déconfiture  - diffusé le 5 février 2010
91. Lire le journal - diffusé le 8 février 2010
92. Le jour parfait - diffusé le 8 février 2010
93. La bouche de la vérité - diffusé le 8 février 2010
94. Le nain de la machine - diffusé le 8 février 2010
95. Une blague facile facile - diffusé le 8 février 2010
96. Déclaration amicale - diffusé le 8 février 2010
97. Beau Papa - diffusé le 9 février 2010
98. SMS Tueur - diffusé le 9 février 2010
99. L'entreprise du futur - diffusé le 9 février 2010
100. Attraction fatale - diffusé le 9 février 2010
101. Vendredi dix-sept - diffusé le 9 février 2010
102. Notre chanson - diffusé le 9 février 2010
103. Réponse facile - diffusé le 10 février 2010
104. Le Compte est bon - diffusé le 10 février 2010
105. Le dernier parapluie - diffusé le 10 février 2010
106. Un week-end humide - diffusé le 10 février 2010
107. Le Leader - diffusé le 10 février 2010
108. Annonces personnelles - diffusé le 10 février 2010
109. Une minute de silence - diffusé le 11 février 2010
110. Motivé ! - diffusé le 11 février 2010
111. Sincères félicitations - diffusé le 11 février 2010
112. Un chat nommé Wanda - diffusé le 11 février 2010
113. Bâts Toi Loïc ! - diffusé le 11 février 2010
114. Ten To Ten. Rafik 001 - diffusé le 11 février 2010
115. Enregistrement du contrat - diffusé le 12 février 2010
116. Le Grand Bluff - diffusé le 12 février 2010
117. Trouvez les différences - diffusé le 12 février 2010
118. Pensée profonde - diffusé le 12 février 2010
119. Ambiance Vacances - diffusé le 12 février 2010
120. Babel - diffusé le 12 février 2010

## Personnages
- Rémy Bourgoin : il est le directeur des achats et le responsable du CE. Il est l'ami de Franck et le compagnon de Stéphanie. C'est un élu de droite, très proche politiquement de Nicolas Sarkozy. De ce point de vue, il est opposé au directeur général, Stanislas, dont il veut court-circuiter les idées pour asseoir son influence. Il rêve de délocalisation, de compression de personnel. Il est extrêmement libéral et ne s'embête pas avec les conventions, ni le code du travail. Il est peu enclin à la culture.

- Franck Gaillard : il est commercial, néo-beauf et possède un 4x4. C'est un vendeur efficace car il ne lâche qu'après avoir vendu quelque chose. Épicurien et jovial, c'est un "bon copain", mais il est parfois "lourd". Il est matérialiste, il aime avoir les nouveaux outils de communication, mais ne sait pas s'en servir. Il n'a pas de conventions, ni de convictions politiques.

- Bastien Chagnac : il est le psychologue de l'entreprise, mais il est bavard et raconte à la boîte les histoires de nombreux cas dont il s'occupe et qui rejoignent de trop près celles vécues par ses interlocuteurs. Il aime faire la fête et organise souvent des soirées au bureau, où il finit souvent saoul. Il est gay et a entretenu une liaison avec son directeur de thèse (joué par Christian Bujeau).

- Loïc Müller : il est le comptable de l'entreprise. Il a pour demi-frère Sylvain Müller, de la première série. Comme Sylvain, il a un goût prononcé pour l'arithmétique ; il est le souffre-douleur de l'entreprise. Il ne se déplace qu'à vélo et arrive souvent en nage au travail.

- Stanislas Priziwielski, surnommé Stan : il est le directeur général de Digix. C'est un patron à visage humain. On l'a connu dans la saison 1 où il était seulement comptable. Il est un peu plus affirmé maintenant ; il est modéré. Il est tiraillé par son désir d'optimiser les résultats de Digix, et son désir de laisser une bonne cohésion s'installer dans le groupe. Il n'a pas vraiment confiance en son épouse.

- Martine : elle est directrice exécutive de Digix. Despote, elle cherche à humilier et à rabrouer, elle est aigrie et s'enfonce dans une misanthropie parce qu'elle est rugueuse et sèche.

- Rafik : il est responsable de la maintenance informatique. Sa seule passion est la technologie de pointe. Pointilleux et maniaque, il adore les problèmes à résoudre. Il s'ennuie très vite pendant la moindre discussion ou le moindre briefing. Il est apprécié pour son travail, mais est étranger à tous.

- Stéphanie Garcia : directrice juridique et compagne de Rémy, c'est une juriste qui ne lâche rien. Elle est incorruptible et n'hésite pas à se mettre à dos la direction si des termes ou un contrat lui semblent douteux. Elle est intouchable parce qu'elle a fait casser de nombreux contrats abusifs et fait gagner des procès à Digix. Elle est snob et cassante, ce qui complique les relations avec ses collègues féminines. Parfois, elle tente de plaisanter, de sourire, mais elle s'agace vite d'une conversation qu'elle a elle-même entamée et qu'elle trouve d'un coup superficielle.

- Anne-Sophie Le Traorec : c'est l'assistante de direction. Elle est zélée, et est inséparable d'avec Stan. Elle ne travaille que pour lui, et ne sait pas gérer un dossier qui ne soit pas en rapport avec le travail de Stan. Elle est de gauche et n'hésite pas à militer. Elle tente de faire passer ses idées grâce à sa force de conviction. Elle n'est malhonnête ni avec ses idéaux, ni avec ses sentiments. Elle ne sait pas mentir, parfois à son désavantage.

- Astrid Von Kluft : secrétaire administrative vivace. Elle réagit au premier degré comme une adolescente. Elle est brouillonne mais d'une dévotion totale à son travail et à ses supérieurs. Elle dit oui à tout et croule souvent sous le travail. Elle a tendance à se mêler de tout, et s'emmêle parfois avec tous les dossiers qu'elle traite, mais personne ne la critique parce que les collègues peuvent se décharger sur elle des tâches pénibles. Elle est pointilleuse sur le respect de l'environnement et est végétarienne. Elle est dévouée et disponible avec chacun.

- Josy : elle est femme de ménage, et est donc souvent mal considérée par la plupart des personnes de la boîte. Elle est pourtant intelligente et rusée.

- Karine Plessis-Duval : directrice administrative. Comme Franck, elle aime les outils de communication, mais elle en maîtrise le fonctionnement contrairement à lui. Surdiplômée, elle s'ennuie parce qu'elle occupe un poste indigne de ses capacités de manager. Elle dit non à tout, n'écoute jamais, ne dialogue pas .Personne ne l'aime mais elle ne s'en préoccupe pas. Elle est jolie et cultivée, mais arrogante et cynique.

- Maxime Courteau : extrêmement maniaque et précieux, c'est l'homme à tout faire du PDG. Il aime le respect dû aux supérieurs. Intègre et fidèle, il lui arrive pourtant parfois de trop parler par manque de reconnaissance. Il déteste la négligence et le laisser-aller. S'efforce malgré tout de faire bonne figure lorsque ses compétences culturelles sont dépassées, ce qui est souvent le cas.

- Nounours : responsable services généraux. Pour lui, il n'y a pas de problèmes, mais que des solutions. C'est lui qui s'occupe de superviser l'accueil et le standard (à ne pas confondre avec la standardiste) mais aussi l'hygiène, la restauration, l'équipe d'entretien de l'immeuble, et la gestion de l'aménagement. Il reste calme, même en cas de désaccord (qu'il y a souvent, entre lui et Franck, ou Rémi).

- Philippine : assistante de Martine. Martine a eu comme nourrice la mère de Philippine. Elles ont donc en privé (et en privé seulement) des relations de sœur, Philippine ayant le dessus. Lorsqu’elles sont en public, le rapport hiérarchique est respecté.

- Régis : responsable du ménage comme sa collègue, il est intelligent et rusé, mais il est plus timide, et plus discret. Comme Josy, il est mal considéré par la plupart des personnes dans la société, qui ne savent pas qu'il est intelligent.

- Sarah Dumont : fille d'Hervé Dumont, c'est la standardiste de l'entreprise. Elle ressemble à son père, elle manipule parce qu'en tant que standardiste, les coups de fil, le courrier et les colis passent par son filtre, qu'ils soient privés ou professionnels mais peu la soupçonnent. Elle est drôle, enjouée, mutine et est appréciée des autres qui lui confient leurs angoisses, leurs secrets en contrepartie de ceux des autres. Elle ne pratique le chantage qu'avec certaines personnes, peu connaissent sa vraie nature. C'est aussi une reine de la débrouille et elle sait en faire profiter ceux qui sont généreux avec elle. Elle adore lire et a une grande culture.

## Éditions vidéo
En DVD :
- 2010 : Caméra Café 2 : La boîte du dessus Saison 1 coffret 4 DVD (ASIN B001VIRLC0)